# Loscos
Loscos – gmina w Hiszpanii, w prowincji Teruel, w Aragonii, o powierzchni 71,78 km². W 2011 roku gmina liczyła 175 mieszkańców.